# Rafael Martínez de Escobar
Rafael Martínez de Escobar (n. Huimanguillo, Tabasco, 12 de abril de 1888 - 3 de octubre de 1927, Huitzilac, Morelos) fue un abogado y político tabasqueño, que participó en la Revolución mexicana en Tabasco a lado de Luis Felipe Domínguez Suárez quien lo nombró secretario de Gobierno durante su efímero mandato como gobernador de Tabasco, también fue en dos ocasiones diputado federal por Tabasco, regidor del Ayuntamiento de la Ciudad de México y abogado consultor de la Secretaría de Relaciones Exteriores.
Nació el 12 de abril de 1888 en la ciudad de Huimanguillo, en el estado mexicano de Tabasco. Fue hijo de Constantino Martínez de Escobar y de Rosario Urgell Maldonado. Desde muy joven se trasladó a la Ciudad de México en donde cursó la preparatoria, y posteriormente estudió la carrera de Derecho, recibiéndose de Abogado el 3 de julio de 1912.

## Participación en la lucha revolucionaria
Estando aún estudiando la carrera de Derecho, se afilió al movimiento revolucionario, siendo partidario de Francisco I. Madero. En el año de 1911 fue elegido delegado en el Congreso del Partido Constitucional Progresista, que postuló a Francisco I. Madero y José María Pino Suárez para la presidencia y vicepresidencia respectivamente.
En el año de 1913, tras la muerte de Madero y Pino Suárez llevada a cabo por Victoriano Huerta para tomar el poder del país, Martínez de Escobar se unió a la causa constitucionalista, trasladándose a su natal Tabasco, en la zona rebelde de la Chontalpa, en donde fungió como secretario particular del general Pedro C. Colorado, cargo que ocupó hasta septiembre de 1914, cuando se realizó la entrada de las tropas revolucionarias a San Juan Bautista, marcando el triunfo de la revolución constitucionalista en Tabasco.
Martínez de Escobar participó entonces en la elaboración del Decreto Constitucional publicado el 19 de septiembre de 1914, en el que se establecían una serie de medidas a favor de las condiciones de trabajo y de vida de los peones tabasqueños. En dicho decreto, se especificaba, entre otras cosas, que:
- Serían amortizadas las deudas de los peones del campo.
- Quedaba abolido el sistema de "servidumbre".
- Todo sirviente endeudado que pisara el suelo tabasqueño, quedaba libre de esa carga económica.
- Ningún peón podría ser obligado a trabajar si no se le pagaba el salario mínimo establecido.
- Ningún peón sería obligado a trabajar más de ocho horas diarias.
- Los hacendados que no acataran el decreto, se harían acreedores a multas.
- Los hacendados que impusieran castigos corporales a los peones, pasarían seis meses en la cárcel.

Este decreto, fue importante debido a la precaria situación en que se encontraban los peones tabasqueños en esa época, en la que su jornada de trabajo era de entre 12 y 14 horas, recibiendo a cambio un pago que iba entre cinco y ocho reales, con el cual era imposible satisfacer las necesidades básicas de comida y vestido, por lo que se veían forzados a acarrear pesadas deudas.

## Cargos públicos
En 1916 Venustiano Carranza nombra al general Luis Felipe Domínguez Suárez como gobernador del estado, y este a su vez, designa a Martínez de Escobar como su secretario de gobierno. Ese mismo año, también fue elegido presidente del Partido Liberal Constitucionalísta. 
En 1917, viajó como diputado al Congreso Constituyente de Querétaro representando al primer distrito con cabecera en Villahermosa, y en 1919 fue elegido presidente del Congreso Constituyente de Tabasco, que redactó la Constitución Política de 1919 que actualmente rige al estado de Tabasco, la cual fue promulgada y publicada el 5 de abril de ese año en el Palacio de Gobierno de Tabasco. Y en 1920, se adhirió al Plan de Agua Prieta, desconociendo a Carranza como presidente del país.
A lo largo de su vida, Rafael Martínez de Escobar ocupó diversos cargos públicos:
- Secretario de Gobierno de Tabasco en 1916.
- Diputado federal por el estado de Tabasco en dos ocasiones en las XXVIII y XXIX Legislaturas.
- Abogado consultor de la Secretaría de Relaciones Exteriores del Gobierno Federal.
- Regidor del Ayuntamiento de la Ciudad de México.
- Se le considera líder de una de las dos facciones del Partido Radical Tabasqueño.

## Su fallecimiento
Fue asesinado en la llamada masacre de Huitzilac, Morelos junto con el candidato presidencial del Partido Antireeleccionísta, el general Francisco R. Serrano en octubre de 1927, por las fuerzas del general Claudio Fox. En su honor, muchas calles y parques de ciudades tabasqueñas llevan su nombre.

## En televisión
En la serie de Televisa del 2010, El encanto del águila fue interpretado por el actor de origen michoacano Enrique Marín.